# Apple Valley (Californië)
Apple Valley is een plaats (town) in de Amerikaanse staat Californië, en valt bestuurlijk gezien onder San Bernardino County.

## Demografie
Bij de volkstelling in 2000 werd het aantal inwoners vastgesteld op 54.239.
In 2006 is het aantal inwoners door het United States Census Bureau geschat op 68.886, een stijging van 14647 (27.0%).

## Geografie
Volgens het United States Census Bureau beslaat de plaats een oppervlakte van
190,7 km², waarvan 189,9 km² land en 0,8 km² water.

## Geboren
- Miko Hughes (1986), acteur
- Mikaela Matthews (1991), freestyleskiester
- Kyle Smaine (1991-2023), freestyleskiër

## Overleden
- Roy Rogers (1911-1998), acteur

## Plaatsen in de nabije omgeving
De onderstaande figuur toont nabijgelegen plaatsen in een straal van 32 km rond Apple Valley.